# Karualona karua
Karualona karua är en kräftdjursart som först beskrevs av King 1853.  Karualona karua ingår i släktet Karualona och familjen Chydoridae. Inga underarter finns listade i Catalogue of Life.